# Ortona (stacja kolejowa)
Ortona (włoski: Stazione di Ortona) – stacja kolejowa w Ortona, w prowincji Chieti, w regionie Abruzja, we Włoszech. 

## Historia
Stacja została otwarta 15 września 1863 roku jako tymczasowy koniec linii z Pescary. Linię przedłużono do Foggii 25 kwietnia następnego roku.
Stacja została poważnie uszkodzona w czasie II wojny światowej; po wojnie została odbudowana, z nowym budynkiem pasażerskim, ukończonym w 1949 roku.

## Linie kolejowe
- Linia Adriatica